# Roman Jusipow
Roman Andriejewicz Jusipow (ros. Роман Андреевич Юсипов; ur. 18 września 1991) – rosyjski zapaśnik walczący w stylu klasycznym. Brązowy medalista uniwersyteckich mistrzostw świata z 2016. Trzeci na mistrzostwach Rosji w 2014 i 2015 roku